# Сан-Джованни-а-Порта-Латина (титулярная церковь)
Титулярная церковь Сан-Джованни-а-Порта-Латина (лат. Titulus Sancti Ioannis ante Portam Latinam) — титулярная церковь была создана 6 июля 1517 года Папой Львом X, когда во время консистории от 1 июля 1517 года, значительно увеличилось число кардиналов. Титулярная церковь принадлежит базилике Сан-Джованни-а-Порта-Латина, расположенной недалеко от Латинских ворот стены Аврелиана. Базилику окормляют розминианцы. 

## Список кардиналов-священников титулярной церкви Сан-Джованни-а-Порта-Латина
- Джованни Доменико де Купис (6 июля 1517 — 17 августа 1524); in commendam (17 августа 1524 — 3 сентября 1529, в отставке);
- Меркурино Гаттинара (3 сентября 1529 — 5 июня 1530, до смерти);
- Габриэль де Грамон (22 июня 1530 — 9 января 1531, назначен кардиналом-священником Санта-Чечилия);
- Хуан Пардо де Тавера (27 апреля 1531 — 1 августа 1545, до смерти);
  - вакантно (1545 — 1550);
- Франсиско де Мендоса де Бобадилья (28 февраля 1550, назначен кардиналом-священником Сант-Эузебио);
  - вакантно (1550 — 1556);
- Жан Суо (13 января 1556 — 26 апреля 1560, назначен кардиналом-священником Санта-Приска);
- Джироламо ди Корреджо (3 июня 1561 — 5 мая 1562, назначен кардиналом-священником Санто-Стефано-аль-Монте-Челио);
- Флавио Орсини (15 мая — 17 ноября 1565); in commendam (17 ноября 1565 — 16 мая 1581, до смерти);
- Габриэле Палеотти, титулярная диакония pro illa vice (7 сентября 1565 — 30 января 1566); (30 января 1566 — 5 июля 1572, назначен кардиналом-священником Санти-Сильвестро-э-Мартино-ай-Монти);
- Алессандро Кривелли (или Крибелли) (8 февраля 1566 — 1568 ?), титулярная диакония pro illa vice (1568 ? — 20 ноября 1570, назначен кардиналом-священником Санта-Мария-ин-Арачели);
- Джованни Джироламо Альбани (20 ноября 1570 — 15 апреля 1591, до смерти);
- Оттавио Паравичини (20 ноября 1591 — 9 марта 1592, назначен кардиналом-священником Санти-Бонифачо-э-Алессио);
  - вакантно (1592 — 1599);
- Альфонсо Висконти (7 марта 1599 — 24 января 1600, назначен кардиналом-священником Сан-Систо);
  - вакантно (1600 — 1605);
- Бернард Мациевский (31 июля 1606 — 19 января 1608, до смерти);
  - вакантно (1608 — 1616);
- Франческо Вендрамин (28 ноября 1616 — 7 октября 1619, до смерти);
- Гвидо Бентивольо (17 мая 1621 — 26 октября 1622, назначен кардиналом-священником Санта-Мария-дель-Пополо);
  - вакантно (1622 — 1647);
- Франческо Керубини (16 декабря 1647 — 24 апреля 1656, до смерти);
- Франческо Паолуччи (23 апреля 1657 — 9 июля 1661, до смерти);
- Чезаре Мария Антонио Распони (15 марта 1666 — 21 ноября 1675, до смерти);
- Марио Альберицци (23 марта 1676 — 29 июня 1680, до смерти);
- Стефано Агостини (22 сентября 1681 — 21 марта 1683, до смерти);
- Ян Казимир Денгоф (30 сентября 1686 — 20 июня 1697, до смерти);
- Сперелло Сперелли (3 февраля 1700 — 22 марта 1710, до смерти);
- Пьер Марчеллино Коррадини (21 ноября 1712 — 11 сентября 1726); in commendam (11 сентября 1726 — 10 апреля 1734, в отставке);
- Пьетро Мария Пьери, O.S.M. (12 апреля 1734 — 27 января 1743, до смерти);
- Франческо Ланди (13 сентября 1745 — 11 февраля 1757, до смерти);
- Луиджи Гуалтерио (24 марта 1760 — 24 июля 1761, до смерти);
- Симоне Буонаккорси (22 августа 1763 — 27 апреля 1776, до смерти);
- Гиацинт Сигизмунд Гердил, C.R.S.P. (30 марта 1778 — 20 сентября 1784, назначен кардиналом-священником Санта-Чечилия);
  - вакантно (1784 — 1794);
- Антонио Дуньяни (12 сентября 1794 — 23 декабря 1801, назначен кардиналом-священником Санта-Прасседе);
  - вакантно (1801 — 1805);
- Жан-Батист де Беллуа-Морангль (1 февраля 1805 — 10 июня 1808);
  - вакантно (1808 — 1816);
- Камилло де Симеоне (23 сентября 1816 — 2 января 1818);
  - вакантно (1817 — 1830);
- Ремиджо Крешини, O.S.B.Cas. (5 июля 1830 — 20 июля 1830, до смерти);
- Джакомо Луиджи Бриньоле (23 июня 1834 — 13 сентября 1838); in commendam (13 сентября 1838 — 11 июня 1847, назначен кардиналом-епископом Сабины);
  - вакантно (1847 — 1859);
- Камилло ди Пьетро (15 апреля 1859 — 20 сентября 1867, назначен кардиналом-епископом Альбано);
  - вакантно (1867 — 1874);
- Жозеф-Ипполит Гибер, O.M.I. (15 июня 1874 — 8 июля 1886, до смерти);
- Бенуа-Мари Ланженьё (17 марта 1887 — 1 января 1905, до смерти);
- Грегорио Мария Агирре-и-Гарсия, O.F.M. (19 декабря 1907 — 10 октября 1913, до смерти);
- Феликс фон Хартманн (28 мая 1914 — 11 ноября 1919, до смерти);
- Эдмунд Дальбор (18 декабря 1919 — 13 февраля 1926, до смерти);
- Джозеф Макрори (19 декабря 1929 — 13 октября 1945, до смерти);
- Йозеф Фрингс (22 февраля 1946 — 17 декабря 1978, до смерти);
- Франтишек Махарский (30 июня 1979 — 2 августа 2016, до смерти);
- Ренато Корти (19 ноября 2016 — 12 мая 2020, до смерти);
- Адальберто Мартинес Флорес — (27 августа 2022 — по настоящее время).